# Nezumia pulchella
Nezumia pulchella är en fiskart som först beskrevs av Pequeño, 1971.  Nezumia pulchella ingår i släktet Nezumia och familjen skolästfiskar. Inga underarter finns listade i Catalogue of Life.